# BrahMos

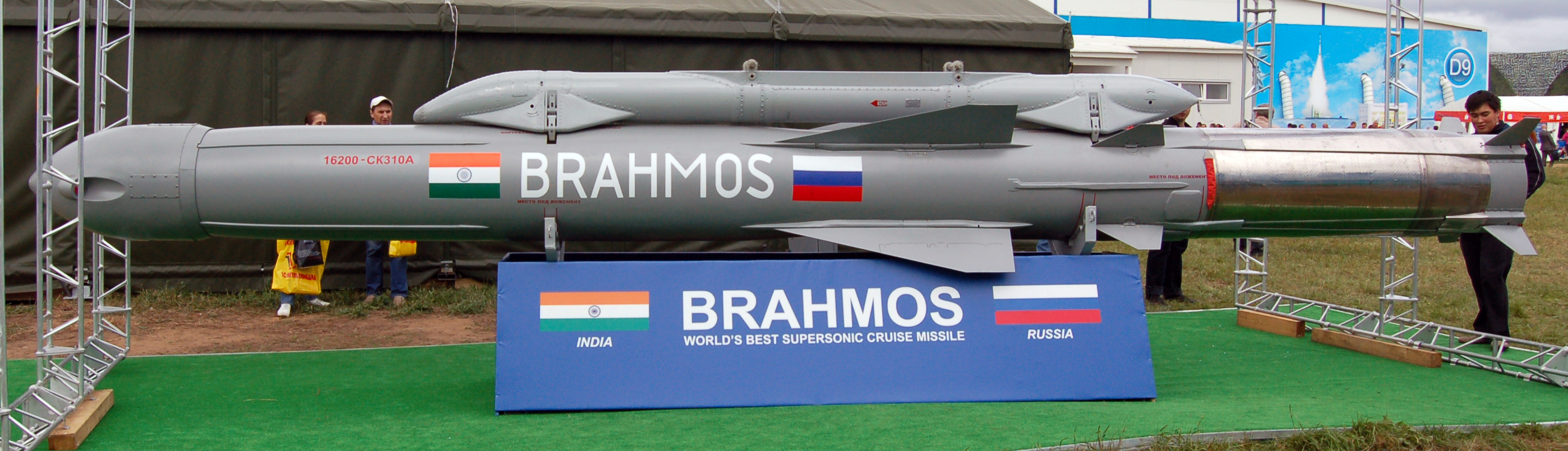
Макет передбачуваної версії авіаційної ракети

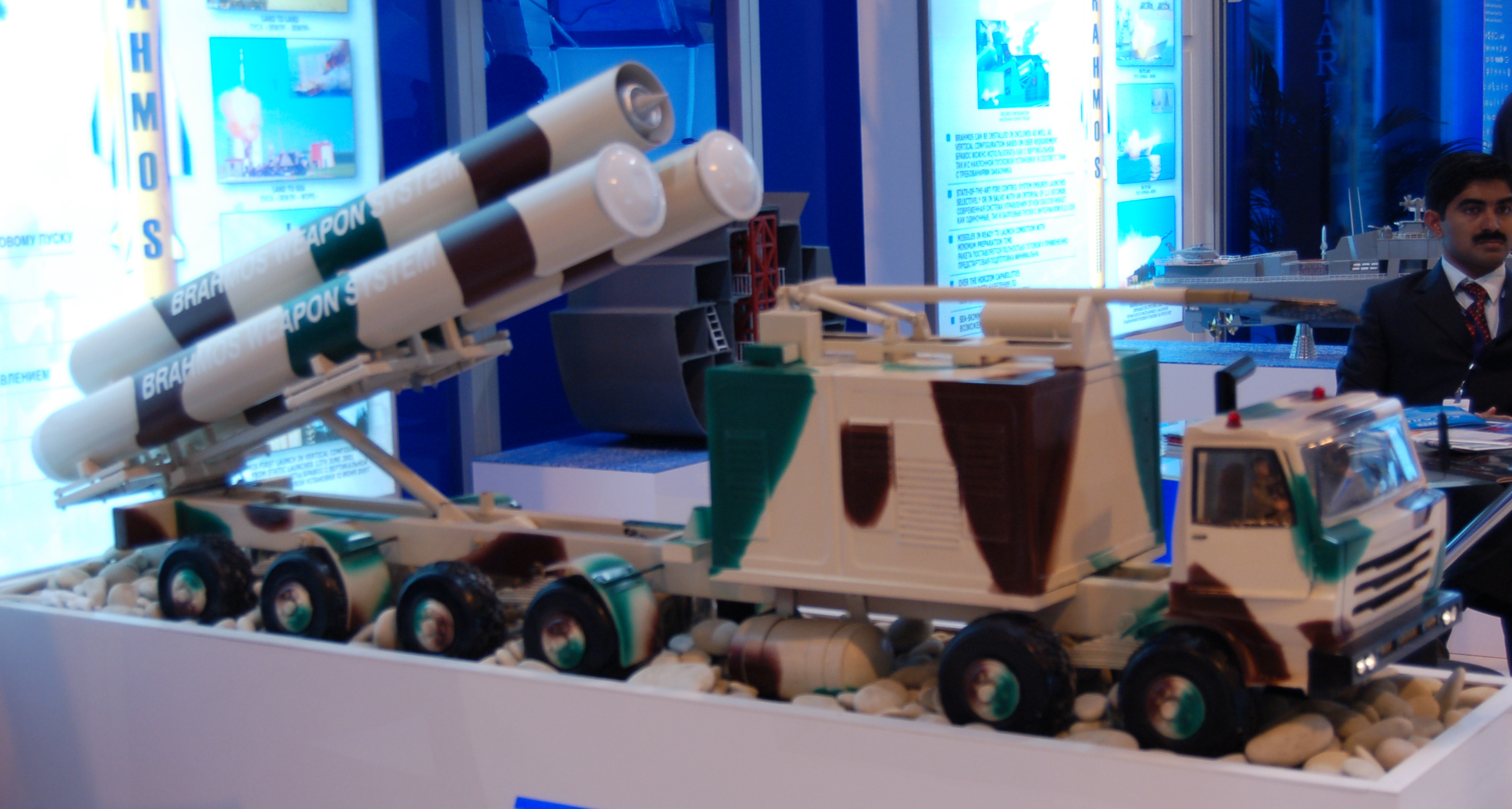
Модель наземної пускової установки

PJ-10 BrahMos — індійсько-російська надзвукова крилата ракета. У базовій версії це протикорабельна ракета класу «вода-вода», призначена для боротьби з наземними цілями (вода-земля). Існує також версія ракети класу «земля-поверхня», розробляються версії з повітряного і підводного (підводного) запуску.

## Історія
Ракета BrahMos розроблявся в рамках російсько-індійської кооперації на базі російської ракети П-800 «Онікс» (з експортною назвою «Яхонт»). Перший пуск російської ракети з наземного полігону відбувся 12 червня 1991 року. Індія приєдналася до програми в лютому 1998 року. За розробку ракети відповідає консорціум BrahMos Aerospace Private Limited, в якому 50,5 % акцій має індійська DRDO (Defence Research and Development Organisation), підпорядкована Міноборони Індії, а російське НВО «Машиностроение» має 49,5 % акцій . Назва BrahMos походить від злиття назв річок Брахмапутра і Москва.
12 лютого 2003 року з корабельної пускової установки на індійському військовому кораблі (есмінець «Раджпут») був запущений перший BrahMos. З 2006 року проводились випробування удару по мішені з вертикальної корпусної пускової установки. Відтоді ця ракета була прийнята на озброєння деяких індійських кораблів.
У червні 2007 року ракета була прийнята на озброєння армії Індії у варіанті «земля-земля» .

## Опис
Ракета має класичне ракетне компонування; з чотирма короткими трапецієподібними складними крилами, симетрично розташованими по колу, і чотирма кермами в кінці фюзеляжу. У передній частині циліндричного фюзеляжу є повітрозабірник для двигуна, центральний конус якого містить радіолокаційну станцію. Маршовий привід — реактивний двигун, розроблений російським НПВО Пламья, з тягою 40 кН. Запуск відбувається завдяки твердопаливному ракетному двигуну, розміщеному у випускному соплі маршового двигуна. Ракета також має чотири газодинамічних керма в соплі двигуна. Бойова частина має масу 200 кг, а її руйнівна сила збільшується високою кінетичною енергією снаряда.
Ракета може летіти до цілі в одному з двох режимів: на великій або малій висоті. У першому режимі після стрільби ракета летить на висоті 14 000 м зі швидкістю до 2,6 Маха, і лише перед ціллю знижує висоту до 15 м. Недоліком цього режиму є більша ймовірність виявлення ракети за допомогою РЛС, але перевагою є більша її дальність (до 290 км) і швидкість польоту. У режимі польоту на малій висоті (10-15 м над водою) ракета летить зі швидкістю 2,0 Маха, дальність польоту — 120 км.
У базовій протикорабельній версії ракета ведеться по цілі, що зафіксована корабельними системами або зовнішніми джерелами розвідки. На першому етапі польоту ракета наводиться автономно — інертно, а після досягнення зони цілі переходить на пасивно-активне самонаведення. Головка РЛС, що працює в пасивному режимі, наводиться на електромагнітні хвилі, що випромінюються ціллю і відповідають її характеристикам. Якщо таких хвиль не виявлено, то ракета шукає ціль в режимі активної радіолокації. Після захоплення цілі боєголовка повертається в пасивний режим, щоб мінімізувати можливість попередження супротивника за допомогою власного радіолокаційного випромінювання. Безпосередньо перед ураженням ракета в активному режимі підтверджує параметри цілі. Великий корабель можна знайти на відстані приблизно 75 км при польоті на великій висоті або 5-10 км при польоті над водою. Кут пошуку становить 45° від осі. Ракета може виконувати запрограмовані або випадкові маневри ухилення, а для мінімізації активних перешкод від цілі радіолокаційна станція змінює свої робочі параметри.
Спочатку ракети на кораблях запускали з контейнерних пускових установок СМ-403, а з 2006 року почали використовувати вертикальні корпусні пускові установки. Випробування проводилися на міноносці «Раджпут», де на бортах носової надбудови замість двох пускових установок для ракет Р-22, які використовувалися раніше, були розміщені дві пари пускових установок, а з 2006 року встановлена вертикальна пускова установка. на кормі, замість попередньої зенітно-ракетної установки М-1 Волна .